# 锐齿蚀菱蟹
锐齿蚀菱蟹（学名：Daldorfia acuta）为菱蟹科蚀菱蟹属的动物。分布于红海以及中国大陆的南沙群岛等地，生活环境为海水，一般栖息于珊瑚。该物种的模式产地在红海。